# Рожков Ігор Миколайович
Ігор Миколайович Рожков (23 квітня 1965) — український учений-біолог. Доктор біологічних наук, професор. Академік АН ВШ України з 2008 р.

## З життєпису
Народився в м. Воткинськ (Республіка Удмуртія, Росія). У 1989 р. закінчив Миколаївський державний педагогічний інститут за спеціальністю фізична культура і початкове військове навчання. У 1989—1993 р. працював вчителем фізичної культури середньої школи № 47 м. Миколаєва. У 1993—1996 роки навчався в аспірантурі біологічного факультету Херсонського державного педагогічного інституту. У 1996—2000 рр. працював у Миколаївському державному аграрному університеті на посадах викладача і доцента кафедри зоогігієни та ветеринарії. З 2000 р. працює на посаді завідувача кафедри біологічних основ фізичного виховання та спорту Миколаївського державного університету ім. В. О. Сухомлинського. З 2007 р. — директор Інституту фізичної культури та спорту Миколаївського державного університету ім. В. О. Сухомлинського.
Кандидат біологічних наук (1997), доцент, (2000), доктор біологічних наук (2006), професор (2007).
Наукові інтереси: гістофізіологія ендокринної системи людини і тварин у нормі та в умовах впливу факторів навколишнього середовища.
Автор 172 наукових і науково-методичних праць, серед яких 3 монографії, 7 навчальних посібників.
Член Наукової ради МОН України (секція: біологія, біотехнологія, харчування).
Нагороджений знаком МОН України «За наукові досягнення».
Голова Миколаївського регіонального відділення АН ВШ України.